# Ovatomyzus chamaedrys
Ovatomyzus chamaedrys är en insektsart som först beskrevs av Macchiati 1885.  I den svenska databasen Dyntaxa används istället namnet Ovatomyzus calaminthae. Ovatomyzus chamaedrys ingår i släktet Ovatomyzus och familjen långrörsbladlöss. Arten är reproducerande i Sverige. Inga underarter finns listade i Catalogue of Life.